# Hipparkoskatalogen
Hipparkos- och Tychokatalogerna (Tycho-1) är huvudresultaten av Europeiska rymdorganisationen ESA:s astrometriska projekt Hipparcos. Satelliten som var i drift i fyra år samlade högkvalitativa data från november 1989 till mars 1993. Hipparkoskatalogen innehåller litet mer än 118 000 stjärnor vars position bestämts med 1 millibågsekunds noggrannhet, medan Tychokatalogen tabulerar fler än 1 050 000 stjärnor.
Katalogerna innehåller stora mängder högkvalitativa astrometriska och fotometriska data. Dessutom finns det bilagor som beskriver variabilitet och dubbla eller flerdubbla stjärnsystem. Katalogerna finns tillgängliga i både tryckt och digital form.
Den totala dataanalysen av de nära 1000 Gib rå satellitdata till de slutliga katalogerna var en långvarig och komplex process som genomfördes av NDAC och FAST-konsortierna, som tillsammans var ansvariga för sammanställningen av Hipparkoskatalogen. Ett fjärde vetenskapligt konsortium, INCA Consortium, ansvarade för sammanställningen av satelliten Hipparcos observationsprogram, där de bästa tillgängliga jordbaserade data för utvalda riktstjärnor samlades för Hipparcos Input Catalogue.